# Abu Dhabi
Abu Dhabi ([ˈabu ˈdaːbi], arabisch أبو ظبي, DMG Abū Ẓabī [ɐˈbuˈðˤɑbi] ‚Vater der Gazelle‘) ist die Hauptstadt des Emirats Abu Dhabi und der Vereinigten Arabischen Emirate (VAE).

## Lage
Der Kern der Stadt mit ihren über 1,5 Millionen Einwohnern befindet sich auf einer 70 Quadratkilometer großen Insel im Persischen Golf, im Mangrovengürtel. Mit dem Festland verbunden ist sie durch die Mussafa-Brücke, die al-Maqtaa-Brücke, die Sheikh-Zayed-Brücke und die Sheikh-Khalifa-Brücke.
Die Hauptinsel ist von einem Kranz künstlich erweiterter oder neu aufgespülter Inseln umgeben, die zurzeit erst zum Teil bebaut sind und das Siedlungsgebiet erweitern.
An der dem offenen Meer zugewandten nordwestlichen Flanke der Insel befindet sich die Corniche, an der seit 2003 weiter Land gewonnen wurde. Am Nordende der Corniche befindet sich ein etwa ein Kilometer breiter und fünf Kilometer langer Streifen, der aufgrund seiner verdichteten Bebauung als Stadtzentrum betrachtet werden kann.
Acht Kilometer westlich liegt die Insel Al-Futaisi.
|                       | Jan  | Feb  | Mär  | Apr  | Mai  | Jun  | Jul  | Aug  | Sep  | Okt  | Nov  | Dez  |   |      |
| Mittl. Tagesmax. (°C) | 25,0 | 26,6 | 28,6 | 33,4 | 38,4 | 39,6 | 42,0 | 41,5 | 40,1 | 35,8 | 30,6 | 25,7 | ⌀ | 34   |
| Mittl. Tagesmin. (°C) | 15,8 | 17,2 | 19,8 | 20,9 | 23,8 | 26,8 | 29,6 | 30,7 | 28,6 | 21,8 | 19,5 | 18,1 | ⌀ | 22,7 |
|                       |      |      |      |      |      |      |      |      |      |      |      |      |   |      |
| Niederschlag (mm)     | 3,9  | 42,0 | 24,8 | 7,3  | 0    | 0,0  | 0    | 0,1  | 0    | 0,0  | 1,8  | 9,0  | Σ | 88,9 |
|                       |      |      |      |      |      |      |      |      |      |      |      |      |   |      |
| Sonnenstunden (h/d)   | 7,9  | 8,2  | 8,1  | 9,4  | 11,0 | 11,2 | 10,1 | 9,9  | 10,1 | 9,8  | 9,6  | 8,3  | ⌀ | 9,5  |
|                       |      |      |      |      |      |      |      |      |      |      |      |      |   |      |
| Regentage (d)         | 0,8  | 1,2  | 1,9  | 1,4  | 0,0  | 0,0  | 0,0  | 0,1  | 0,0  | 0,0  | 0,2  | 1,1  | Σ | 6,7  |
|                       |      |      |      |      |      |      |      |      |      |      |      |      |   |      |
| Wassertemperatur (°C) | 22   | 21   | 23   | 25   | 27   | 30   | 31   | 32   | 32   | 30   | 27   | 25   | ⌀ | 27,1 |
|                       |      |      |      |      |      |      |      |      |      |      |      |      |   |      |
| Luftfeuchtigkeit (%)  | 69   | 68   | 63   | 58   | 56   | 60   | 61   | 62   | 64   | 64   | 65   | 68   | ⌀ | 63,1 |

| 15,8 |

| 17,2 |

| 19,8 |

| 20,9 |

| 23,8 |

| 26,8 |

| 29,6 |

| 30,7 |

| 28,6 |

| 21,8 |

| 19,5 |

| 18,1 |

| 15,8 |

| 17,2 |

| 19,8 |

| 20,9 |

| 23,8 |

| 26,8 |

| 29,6 |

| 30,7 |

| 28,6 |

| 21,8 |

| 19,5 |

| 18,1 |

## Geschichte
Die Gründung der Siedlung Abu Dhabi auf der gleichnamigen küstennahen Insel geht zurück auf das Jahr 1761, als Angehörige des Stammes der Bani Yas, die ursprünglich in der Liwa-Oase beheimatet waren, durch Zufall ein Süßwasservorkommen entdeckten. Dies führte zur Errichtung einer kleinen Siedlung mit 20 Hütten. Es war die erste permanente Küstensiedlung der Bani Yas.
Bis in die 1960er Jahre bestand die bis dahin kleine Inselstadt aus einfachen Bauten, teilweise ohne Elektrizität, Kanalisation und Kraftfahrzeuge. Die Haupteinnahmequellen waren Fischerei, auch mit Perlenfischerei, sowie der Anbau von Datteln. Der Beginn der Erdölförderung änderte diese Umstände schlagartig, Abu Dhabi wurde ab den 1970er Jahren mit einem schachbrettartigen Masterplan zu einer modernen Metropole ausgebaut. Der Plan sah eine für damalige Verhältnisse hohe Einwohnerzahl von 600.000 vor, welche nach nur 20 Jahren erreicht wurde; das Wachstum weicht nun auf künstliche Inseln und das Küstenvorland aus.
Abu Dhabi hat seit 1981 einen neuen internationalen Flughafen. Er befindet sich 30 Kilometer außerhalb der Stadt auf dem Festland an der Hauptautobahn zwischen Abu Dhabi und Dubai; entworfen von den Architekten, die für den Bau des Flughafens Paris-Charles-de-Gaulle verantwortlich waren. Der bis dahin gemischt betriebene Flugplatz Al-Bateen, der sich auf der Abu-Dhabi-Insel befindet, wurde danach zunächst ausschließlich vom Militär und von der Herrscherfamilie genutzt. Seit 2008 wird er als Geschäftsflugplatz für Privatjets betrieben. Das Emirat verfügt über einen weiteren internationalen Flughafen in der Oasenstadt al-Ain, der jedoch im Fernverkehr nur von einer britischen TUI-Tochter angeflogen wird.

## Regierung und Herrscherfamilie
Scheich Muhammad bin Zayid Al Nahyan ist derzeit Herrscher im Emirat Abu Dhabi. Er ist Sohn des 2004 verstorbenen Scheichs Zayid bin Sultan Al Nahyan, des ersten Präsidenten der VAE.

## Stadtbild

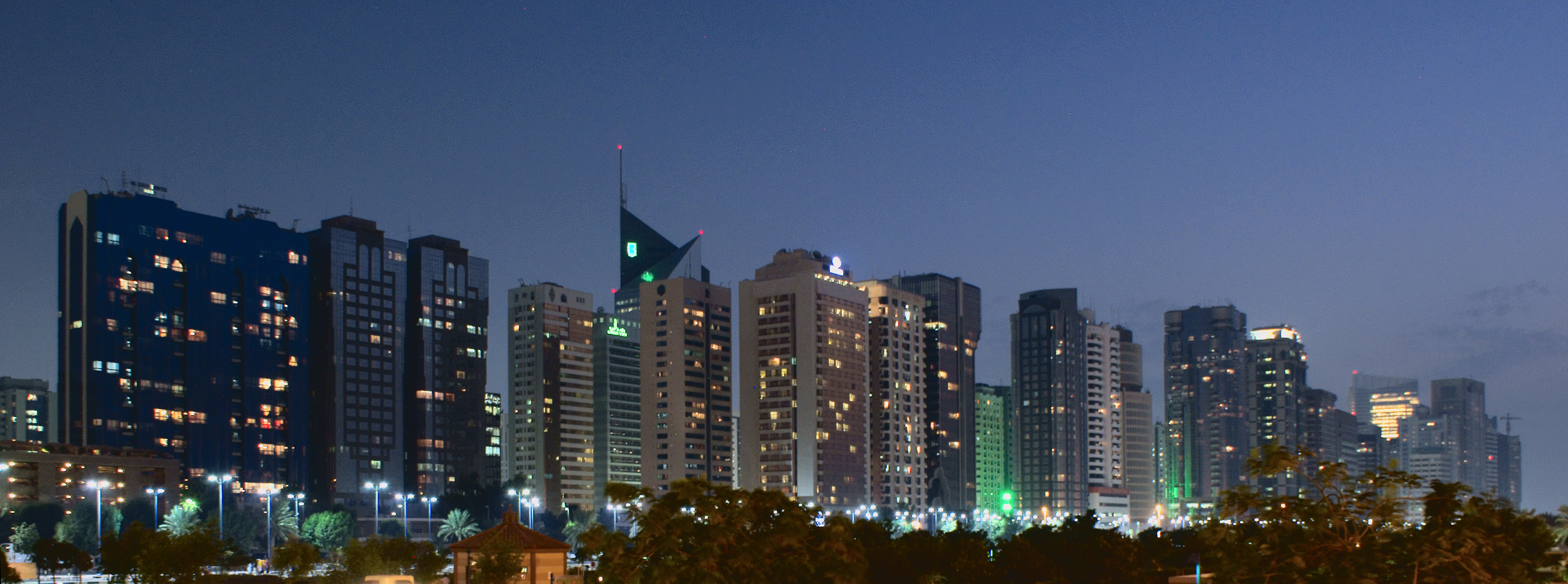
Skyline Abu Dhabis an der Corniche, Oktober 2008

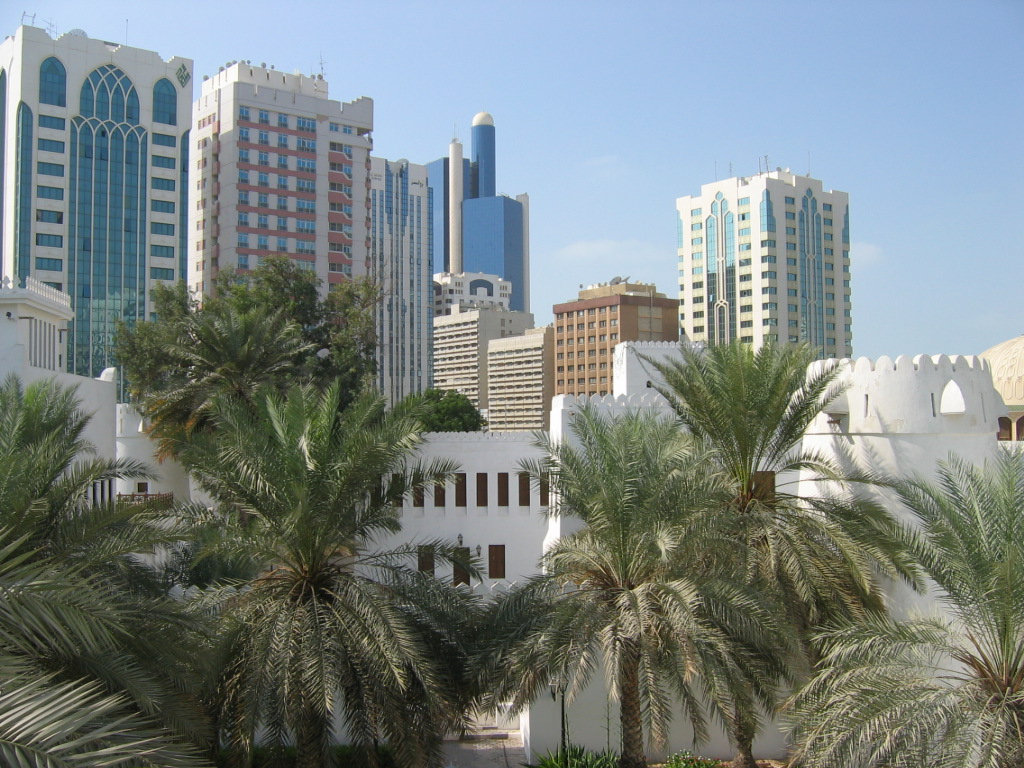
Abu Dhabi vom Fort Qasr al-Husn aus gesehen

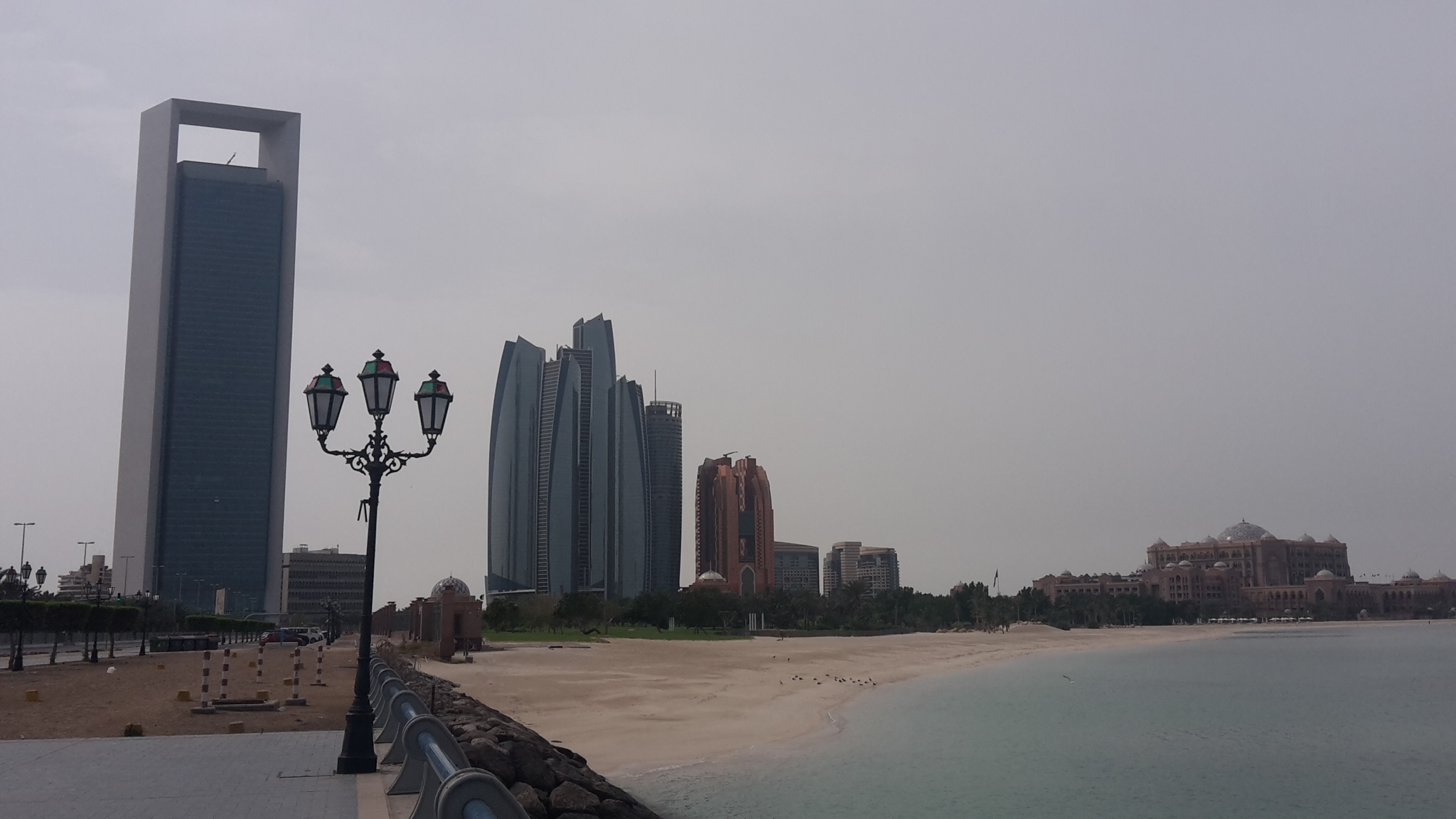
Skyline von Abu Dhabi mit Strand, ADNOC Headquarters, Etihad Towers und Emirates Palace Hotel

Abu Dhabi Capital Gate, National Exhibition Centre

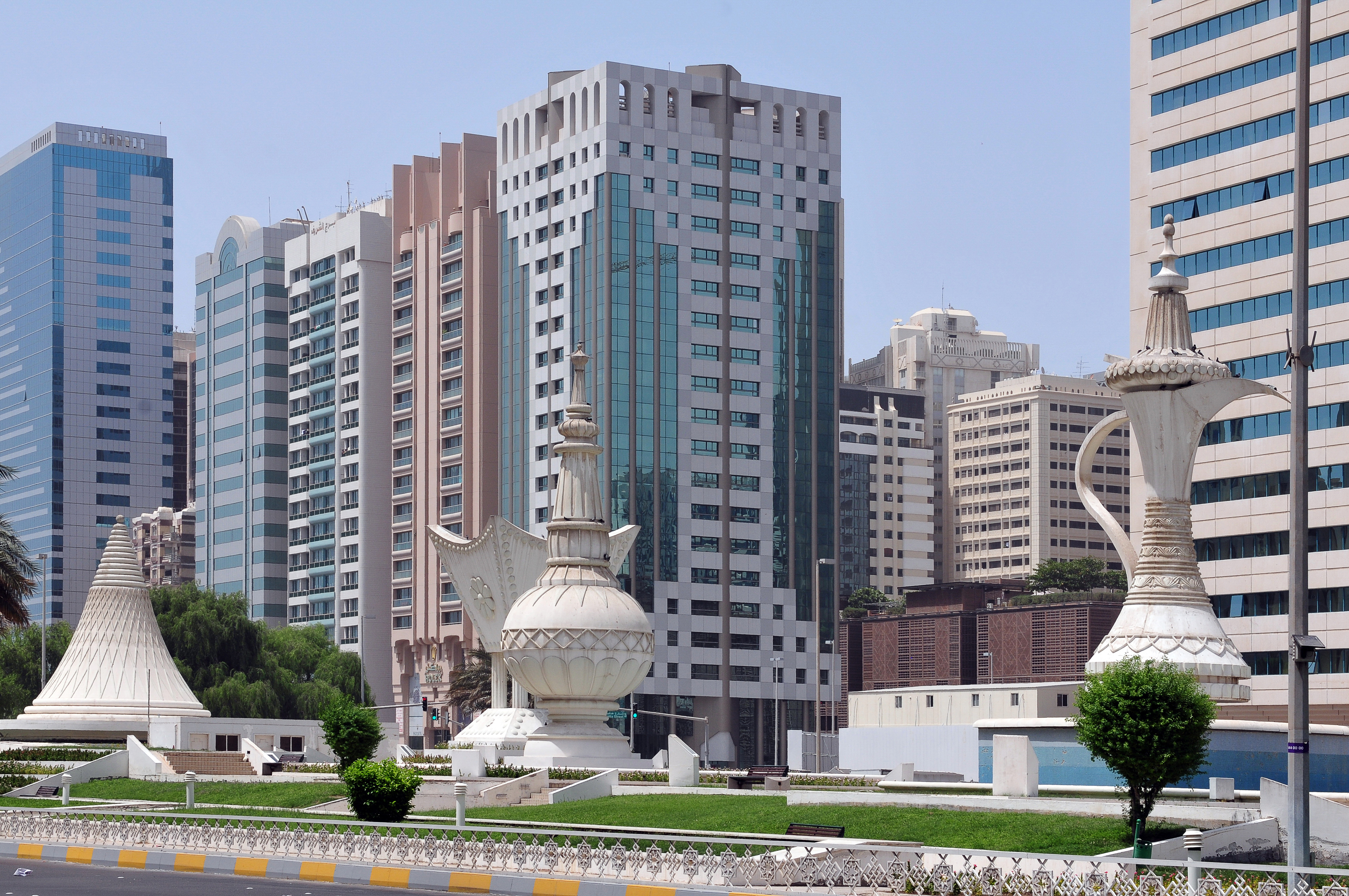
Stadtzentrum Abu Dhabis

Abu Dhabi zählt aufgrund des rasanten Wachstums seit 1980 zu den modernsten Städten weltweit. Daher präsentiert die Stadt überwiegend ein neues Gesicht. Architektonisch markante Hochhäuser wie das Capital Plaza (zum Teil mit arabischen Elementen) und großzügig ausgebaute Straßen prägen das Stadtbild. Dazwischen sind einige wenige Spuren aus früheren Jahrhunderten, wie das Fort Qasr al-Husn, traditionelle Gebäude, Wohnpaläste und unzählige, meist neu erbaute Moscheen zu finden, deren bedeutendste die Scheich-Zayid-Moschee darstellt. Charakteristisch für die Stadt sind die vielen kleinen Geschäfte im Erdgeschoss der Gebäude, die bisher nicht von den großen, ultramodernen Einkaufszentren verdrängt wurden. Diese kleinen Geschäfte erreichten 2010 noch 64 Prozent der Einzelhandelsumsätze; einige größere Einkaufszentren sind im Bau, vor allem in den entstehenden Vororten. Weiterhin ist der hohe Grünanteil entlang aller Straßen im Emirat sehr auffällig.
Da die Stadt auf einer Insel liegt und die schachbrettartigen Straßen gerade laufen, ist das Meer von fast überall zu sehen. Eine 7,7 Kilometer lange Küstenstraße (Corniche) mit großzügigen Flanierwegen sowie Spiel- und Grünanlagen und Gastronomie begrenzt das Siedlungsgebiet nordöstlich des Zentrums. In der Stadt gibt es zahlreiche bewässerte Grünflächen. Die breiteren Straßen sind mit bewässerten Bäumen und Stauden bepflanzt. Um das Stadtzentrum herum liegen etwa zwanzig kleine und mittelgroße Parks. Am Ostring liegt eine weitere, etwas bescheidenere rund 4,5 Kilometer lange Corniche, vor der sich ein naturbelassener bzw. teilweise naturnah wiederangelegter Mangrovensumpf ausbreitet. In den Mangroven wurde ein rund fünf Kilometer langer erhöhter Aussichtsweg angelegt.

## Projektierte Stadtentwicklung bis 2030
Im Mai 2008 hat der Urban Planning Council (Stadtplanungsrat) Abu Dhabis den Rahmenplan für die Stadtentwicklung bis 2030 vorgestellt. Danach soll die angestrebte Greater Abu Dhabi City auf drei Millionen Einwohner wachsen. Um den großen Wohnungsbedarf zu decken, der vor allem von Arbeitsmigranten nichtarabischer Herkunft ausgeht, soll die heute fast ausgereizte Innenstadt entlastet werden. Dazu bieten sich neben den künstlichen Inseln nur die am Festland liegenden Küstenabschnitte mit ihrem Hinterland an.
Das bisher größte Projekt ist die Vorstadt Capital City District, 25 Kilometer südöstlich auf dem Festland gelegen, die als Bundesdistrikt der Vereinigten Arabischen Emirate eingeplant ist. Auf einer dreieckigen Fläche von 4900 Hektar sollen hier in überwiegend verdichteter Bauweise bis zum Jahr 2030 Arbeitsplätze und Wohnungen für 370.000 Menschen entstehen. Wegen der Nähe des Flughafens sind jedoch die Bauhöhen eingeschränkt, wenige Wolkenkratzer nur bis maximal 199 Meter erlaubt. Diese Entlastungsstadt wird in großzügig begrünten Anlagen alle Regierungsstellen und viele Behörden der VAE aufnehmen sowie diplomatische Vertretungen, Verbände usw. Im äußeren Teil wird es laut Masterplan vom April 2009 ausgedehnte Bereiche für das Wohnen geben. Die durch eine ca. 4,5 Kilometer lange zentrale Prachtachse erschlossene Urbanisation erhält sternförmig sieben große Boulevards, einen für jedes Emirat. Die städtebaulich „in arabischer Tradition“ gehaltene Vorstadt wird mit Sport- und Freizeitzentren, einem Kongressbau, mindestens einer Universität und modernster Gesundheitsinfrastruktur ausgestattet. In den zahlreichen relativ selbstständigen Wohnquartieren sind jeweils dezentrale Einzelhandels- und Dienstleistungsgassen, Kindergärten, Schulen usw. vor Ort sowie – auch in Abu Dhabi inzwischen unverzichtbar – eine zentrale Megamall, ein sehr großes Einkaufszentrum, eingeplant.
Die öffentliche Verbindung zwischen den beiden Stadtteilen wird eine Linie der geplanten Abu Dhabi Metro herstellen, ebenso wird es eine Metrostrecke zum Internationalen Flughafen Abu Dhabi und darüber hinaus bis zur Grenze Dubais (Übergang zur Metro Dubai) geben. Die innere Erschließung setzt auf Vermeidung von Kraftfahrzeugverkehr, d. h. eher Straßenbahn vor Omnibussen. Der gesamte Entwurf betont den Vorrang des nachhaltigen Bauens, Wirtschaftens und Lebens, wenn auch offensichtlich nicht so konsequent gedacht wie in der östlich benachbarten Ökostadt Masdar City. Das Gesamtinvestitionsvolumen für dieses Megaprojekt wurde offiziell noch nicht beziffert, dürfte jedoch nach heutigen Preisen geschätzt zwischen 60 und 80 Milliarden US-Dollar liegen.
Im April 2009 wurde im Rahmen der Planungsmesse Cityscape Abu Dhabi bekanntgegeben, dass Abu Dhabi von der Weltwirtschaftskrise bisher relativ wenig verspüre. Die angestrebte Entwicklung werde planmäßig fortgesetzt, dazu wurden zehn weitere Großprojekte mit einer Investitionssumme von insgesamt 208 Milliarden US-Dollar angekündigt.

## Tourismus
Abu Dhabi hat ebenso wie das Nachbaremirat Dubai rechtzeitig den Wirtschaftsfaktor Tourismus entdeckt, noch bevor die Einnahmen aus der Erdölförderung zurückgingen. Das bekannteste Hotel von Abu Dhabi ist das im Jahr 2005 eröffnete staatliche Luxushotel Emirates Palace. Derzeit befinden sich einige große Tourismuskomplexe und Hotelprojekte, wie beispielsweise das Bab al-Qasar, in Bau. Auf der Insel Saadiyat werden eine Museumsstadt und knapp 30 Hotels gebaut. Im Stadtteil Al-Gurm, verteilt über mehrere kleine Inseln, entsteht ein Tourismusresort mit insgesamt 161 Suiten, die sich über eine Mangrovenbucht erstrecken. Weitere große Tourismusprojekte sind der küstennahe Standort Al Raha und die Inselprojekte auf Al-Lu'lu', Yas und Al Reem. Bei allen Projekten werden neben den touristischen Infrastrukturen Wohnungen und Eigenheime integriert sein. Abu Dhabis Planer achten darauf, die neuen Quartiere nicht zu einseitig rein touristisch oder einwohnerbezogen zu entwickeln, da es die in Dubai zu beobachtende Separierung und damit verbundene verminderte urbane Qualität bzw. den Zwang zur geschlossenen Wohnanlage vermeiden möchte.
Seit Oktober 2009 wird auf der Yas-Insel der Große Preis von Abu Dhabi zur Formel-1-Weltmeisterschaft auf dem neuen 5,554 Kilometer langen Yas Marina Circuit ausgetragen.
Des Weiteren wurde am 28. Oktober 2010 der Freizeitpark Ferrari World eröffnet. Von den 25 ha Parkfläche sind 20 ha überdacht. Eine der Hauptattraktionen ist die Achterbahn Formula Rossa, die mit einer Spitzengeschwindigkeit von 240 km/h die schnellste Achterbahn der Welt ist.
Die Kulturinsel Saadiyat: 
Das Emirat Abu Dhabi hat sich zur Aufgabe gemacht, neben der rasanten wirtschaftlichen Entwicklung die kulturelle Komponente stärker zu betonen. Abu Dhabi versucht, sich vom Lebensstiltourismus Dubais etwas abzuheben und sich mehr zu einer kulturellen Drehscheibe zu entwickeln. Die künstlich erweiterte Insel Saadiyat (27 Quadratkilometer) östlich der Hauptinsel gelegen, wird eine Reihe von Großprojekten tragen. Stätten für Bildende Kunst, Musikdarbietung, Theater und kulturelle Bildung auf hohem Niveau sollen errichtet werden. Es wird mehrere Museen für historische und zeitgenössische Kunst geben, eine architektonisch spektakuläre Philharmonie für Gastorchester, sowie eine Mehrzweckhalle für Opern- und Theateraufführungen und sonstige kulturelle Veranstaltungen. Dazu sollen Ausbildungsstätten für Bildende und Darstellende Kunst auf Hochschulniveau kommen.
Die französische Regierung und das Emirat haben im November 2017 den Louvre Abu Dhabi auf Saadiyat eröffnet. Ein Kooperationsvertrag war am 7. März 2007 unterzeichnet worden. Die Architektur wurde von Jean Nouvel entworfen. Das Emirat, das einen jährlichen Ankaufsetat von 40 Millionen Euro plant, soll der Agence Internationale des musées de France einmalig 165 Millionen zahlen und jährlich für 15 Jahre jeweils 13 Millionen Euro für Wechselausstellungen in einer 2000-Quadratmeter-Galerie. Zur Eröffnung 2017 erhielt der Louvre Abu Dhabi rund 300 Exponate aus den Beständen namhafter französischer Museen und Kultureinrichtungen. Als Gegenleistung werden französische Museen Wechselausstellungen veranstalten und weitere Dauerexponate leihen. Außerdem darf sich das neue Museum 30 Jahre lang Louvre nennen. Insgesamt bekommt der Louvre in Paris 400 Millionen Euro. Die von diesem Geld neu zu errichtenden Einrichtungen in Paris erhalten den Namen des verstorbenen Emirs von Abu Dhabi, Zayid bin Sultan Al Nahyan.
In Anwesenheit des französischen Staatspräsidenten Nicolas Sarkozy wurde Ende Mai 2009 die offizielle Grundsteinlegung des Louvre-Ablegers vollzogen.
Ein zweites Projekt des sogenannten „Museumsbusiness“, das Guggenheim Abu Dhabi, ist eine weitere Zweigstelle des Solomon R. Guggenheim Museums nach dem Muster des erfolgreichen Guggenheim-Museum Bilbao. Wirtschaftlich betrachtet handelt es sich dabei um Franchising-Unternehmen. Die Bautätigkeiten für das Guggenheim ruhen seit 2011, ein geplanter Eröffnungstermin ist nicht bekannt.

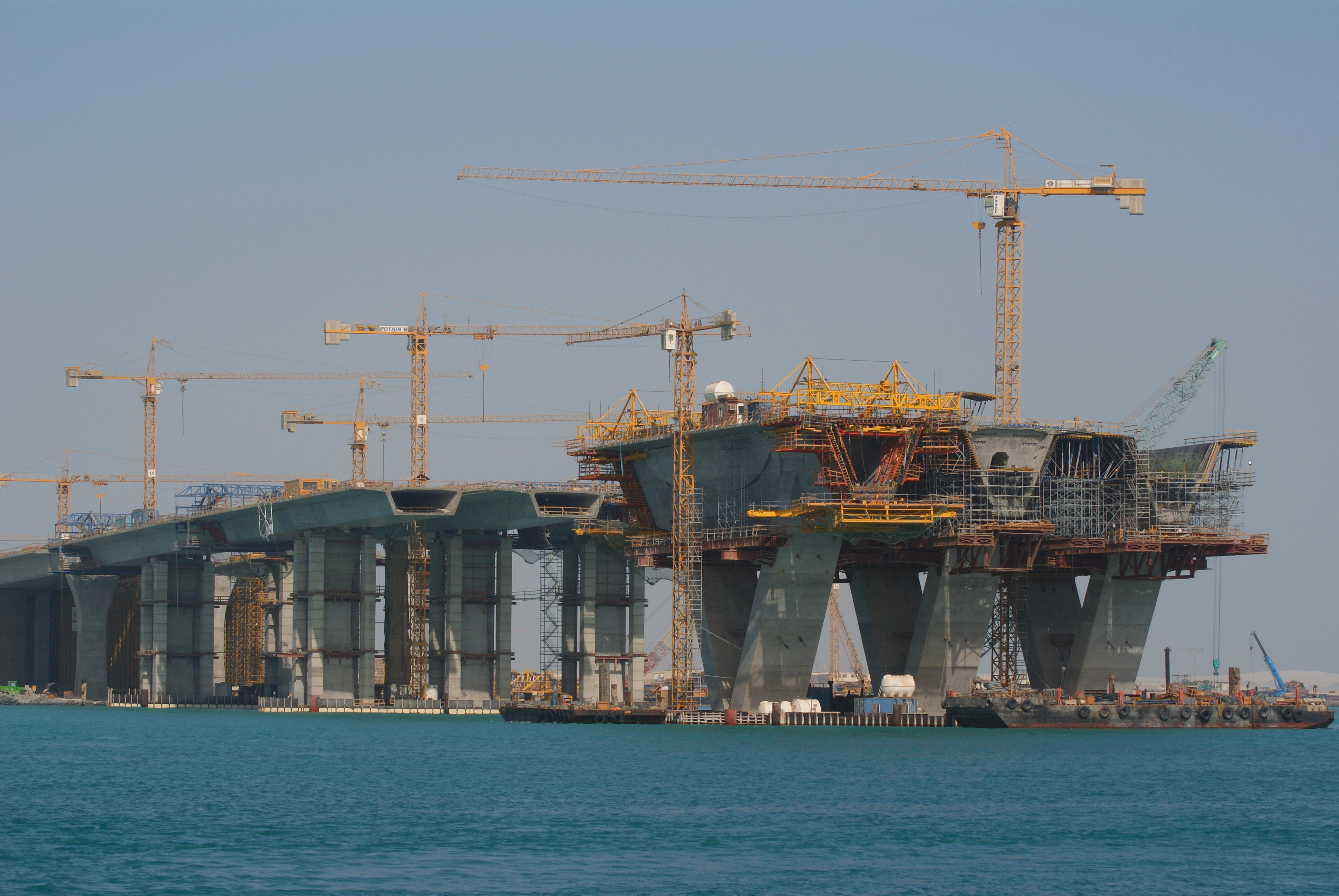
Brückenbau auf der Insel Saadiyat, Oktober 2008, Eröffnung: Oktober 2009

Die Insel Saadiyyat wird seit 2006 infrastrukturell erschlossen. Eine neue 27 Kilometer lange Schnellstraße verbindet das Hafengebiet Port Zayid der Hauptinsel über Saadiyat und Yas Island mit dem festländischen Shahama-Distrikt. Auch als neue Verbindung zum Flughafen genutzt, verringert sie die Fahrzeit um 20 bis 30 Minuten. Im Zuge der Schnellstraße wurde im Oktober 2009 eine 1.500 Meter lange zehnspurige Straßenbrücke vom Hafen der Hauptinsel auf das Westufer von Saadiyyat eröffnet.
Die staatliche Baubehörde hat Arbeiten für Hauptstraßen, weitere Brücken, Parks und Hafenanlagen für Saadiyat vergeben. Der rein kulturell genutzte Teil der Insel ist mit 2,7 Quadratkilometern relativ klein im Vergleich zu den Wassersporteinrichtungen (4,4 Quadratkilometer), den Parkanlagen und Sportflächen (6,0 Quadratkilometer), den beiden Wohn-, Hotel- und Strandregionen (7,0 Quadratkilometer) und den Wetlands-Biotopen, d. h. naturbelassenen oder neu angelegten Mangrovenflächen (5,23 Quadratkilometer).

## Verkehr

### Fernverkehr
Abu Dhabi hat eine sehr gute Anbindung an das Fernstraßennetz der Vereinigten Arabischen Emirate und darüber hinaus an die Arabische Halbinsel. Die Fernstraße 11 mit ihren westlichen Fortsetzungen verläuft bis nach Saudi-Arabien, Katar und Kuwait. Direkten Anschluss in die Stadt stellen die abzweigenden Küstenautobahnen 10 und 33 her, während die Fernstraße 22 über Al Ain bis zum Indischen Ozean (Muskat, Oman) führt. Die Fernstraßen innerhalb des Emirats sind oft mit breiten Streifen mit Büschen und Bäumen gesäumt, was dem Erosions- und Windschutz dient.
Der Flughafen Abu Dhabi ist der wichtigste Flughafen des Emirates Abu Dhabi und zugleich Drehkreuz und Heimatbasis von Etihad Airways. Abu Dhabi wird von rund zwanzig Fluggesellschaften angeflogen. Der Flughafen wurde bis 2023 für 45 Millionen Passagiere ausgebaut, es wurden ein neues Hauptterminal und eine weitere Startbahn gebaut.

### Nahverkehr
Abu Dhabi ist grundsätzlich auf die Bedürfnisse des Individualverkehrs mit Personenkraftwagen ausgerichtet. Bis 2008 konnten die zahlreichen Fahrzeuge am Straßenrand und auf zahlreichen unbebauten Grundstücken kostenlos abgestellt werden. Diese Freiflächen werden zunehmend seltener, so dass im Sommer 2009 die ersten Parkscheinzonen eingerichtet wurden. Eine Stunde kostet 2 bis 3 Dirham (0,42 bis 0,67 Euro), die Höchstparkdauer ist meist auf vier Stunden begrenzt. Vorgesehen sind insgesamt rund 75.000 solcher Stellplätze, die in 43 Sektoren der Innenstadt und sonstigen Brennpunkten eingerichtet werden sollen. Im März 2012 waren rund 7.000 Stellplätze ausgewiesen.

### Öffentlicher Verkehr

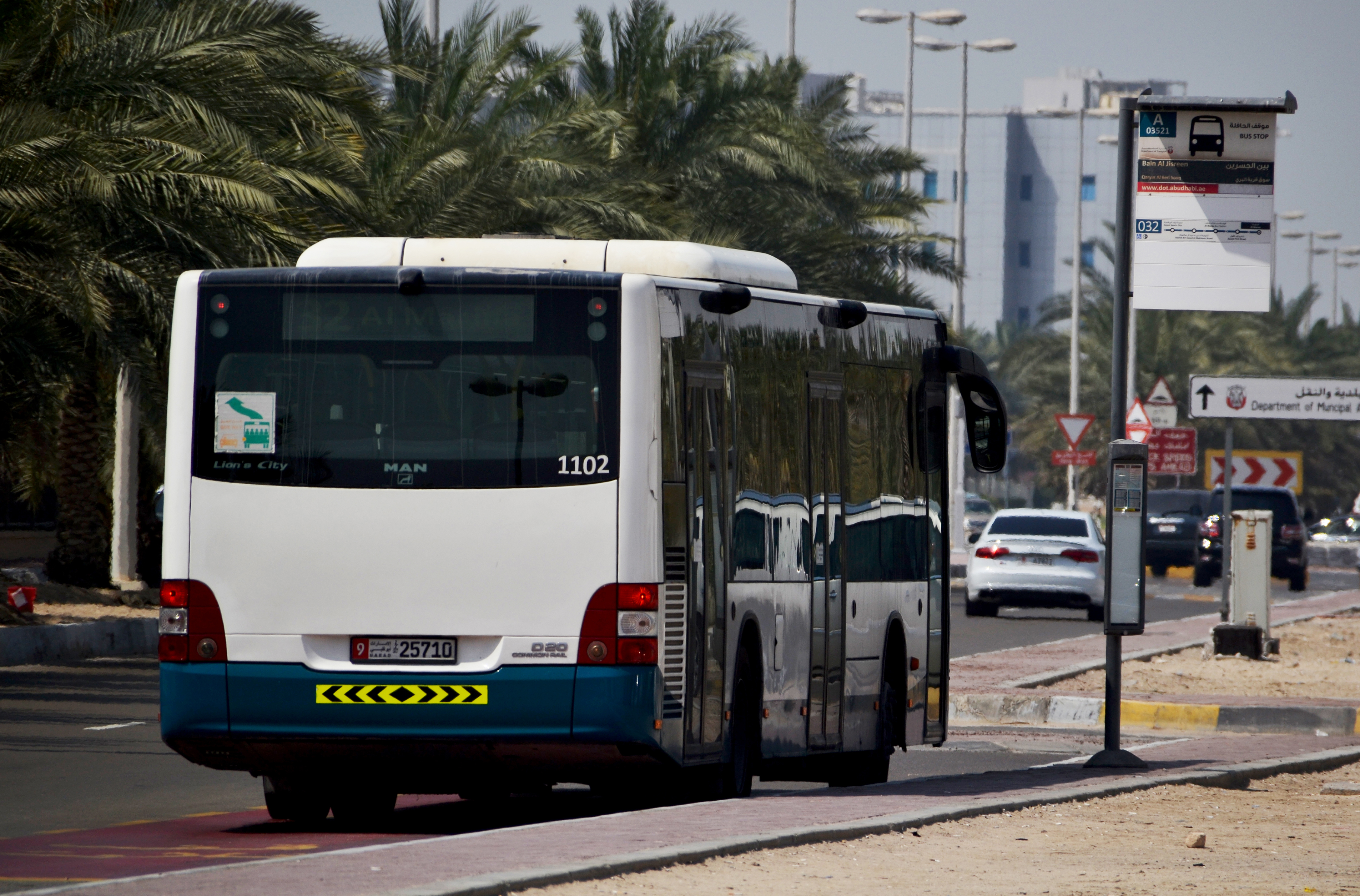
MAN-Stadtbus im Stadtteil Al Maqtaa

Aufgrund zunehmender Probleme mit dem dichten Individualverkehr im Ballungsgebiet ist eine gewisse Modifikation der autogerechten Stadt zu beobachten. Seit Juni 2008 gibt es die ersten Stadtbuslinien, deren Netz kontinuierlich erweitert wird. Nach einigen Monaten freier Fahrt sind die preiswerten Linienbusse nunmehr akzeptiert, vor allem bei der nicht so wohlhabenden Bevölkerung.
Das planerisch zuständige Department of Transport (DoT) hat im Februar 2009 ein Gutachten für den Ausbau des schienengebundenen öffentlichen Nahverkehrs bis 2030 auf der Basis des Schienen-Masterplans vorgestellt. Es wurde angekündigt, dass die Stadt eine Metro bauen wird, die im Siedlungskern durch einige kürzere Tramlinien ergänzt werden soll. Danach sollte die Abu Dhabi Metro ab 2016 in Betrieb gehen, die Straßenbahn bereits ab 2014. Durch die Finanzkrise 2008 kamen diese Projekte bisher nicht zustande. Es ist auch der Bau einer Light Rail Transit (LRT) vorgesehen, diese entspricht etwa den europäischen S-Bahnen und fährt mit weniger Halten entferntere Stadtteile an. Erste Strecken sollen voraussichtlich bis 2030 gebaut werden. Eine der LRT-Linien könnte bis zur Grenze des Emirates Dubai führen und dort mit der roten Linie der Metro Dubai verbunden werden.

### Schiffsverkehr
Seit 2012 betreibt Abu Dhabi Terminals (ADT) den Khalifa Port Container Terminal (KPCT), bei dem im Jahr 2014 mit 1,13 Millionen TEU 26,7 Prozent mehr Container umgeschlagen wurden als 2013. 2018 sind weitere Anlagen mit 800 Meter Kailänge für 2,5 Millionen TEU Jahreskapazität in Bau, weitere 400 Meter sind geplant. COSCO Shipping Ports (CSP) übernimmt für 35 Jahre den Betrieb.

## Wirtschaft
Laut einer Studie aus dem Jahr 2014 erwirtschafte der Großraum Abu Dhabi ein Bruttoinlandsprodukt von 178,2 Milliarden US-Dollar (kaufkraftbereinigt), was ein bedeutender Teil der gesamten Wirtschaftsleistung des Landes ist. In der Rangliste der wirtschaftsstärksten Metropolregionen weltweit belegte er damit den 70. Platz. Abu Dhabi gehört damit zu den reichsten Städten der Welt und ist reicher als das in der Nähe liegende Dubai. Abu Dhabi kontrolliert über 90 Prozent der Öl- und Gasreserven des Landes und verfügt über etwa 9 Prozent der weltweiten Ölreserven. Aufgrund seiner soliden Finanzlage musste es Dubai im Jahre 2009 aushelfen, als es aufgrund der Weltwirtschaftskrise ab 2007 in eine finanzielle Schieflage geriet.
Um seine Wirtschaft und Einnahmequellen zu diversifizieren, setzt Abu Dhabi zunehmend auf Tourismus, Logistik und Transport, Handel und Finanzen. 

### Finanzwirtschaft
In einer Rangliste der wichtigsten Finanzzentren weltweit belegte Abu Dhabi den 25. Platz (Stand: 2018).
Von Abu Dhabi aus wird die Abu Dhabi Investment Authority verwaltet, die mit einem Kapital 683 Milliarden US-Dollar zu den größten Staatsfonds der Welt gehört.
Die First Abu Dhabi Bank, die größte Bank in den Vereinigten Arabischen Emiraten, hat ihren Firmensitz in Abu Dhabi. Auch die Wertpapierbörsen Abu Dhabi Securities Exchange und ICE Futures Abu Dhabi haben hier ihren Sitz.

## Bildung
In den 1950er Jahren gab es in Abu Dhabi keine Schule, außer einer Religionsschule in einer Hütte aus Palmwedeln. Die Regierung des Vereinigten Königreichs baute 1959 ein Schulgebäude, welches aus sechs Zimmern bestand, jedoch weder Strom noch Sanitäranlagen besaß. 1976 wurde in al-Ain die United Arab Emirates University als erste Universität der Arabischen Emirate von Scheich Zayid bin Sultan Al Nahyan gegründet.
- Insead
- New York University Abu Dhabi
- Universität Paris-Sorbonne-Abu-Dhabi
- Khalifa University of Science and Technology
- Horizon International Flight Academy
- NYIT - Abu Dhabi
- United Arab Emirates University
- Masdar Institute of Science and Technology
- The Graduate School at The Petroleum Institute
- Exeed School of Business and Finance
- Eton Institute

## Sport

### Sportstätten

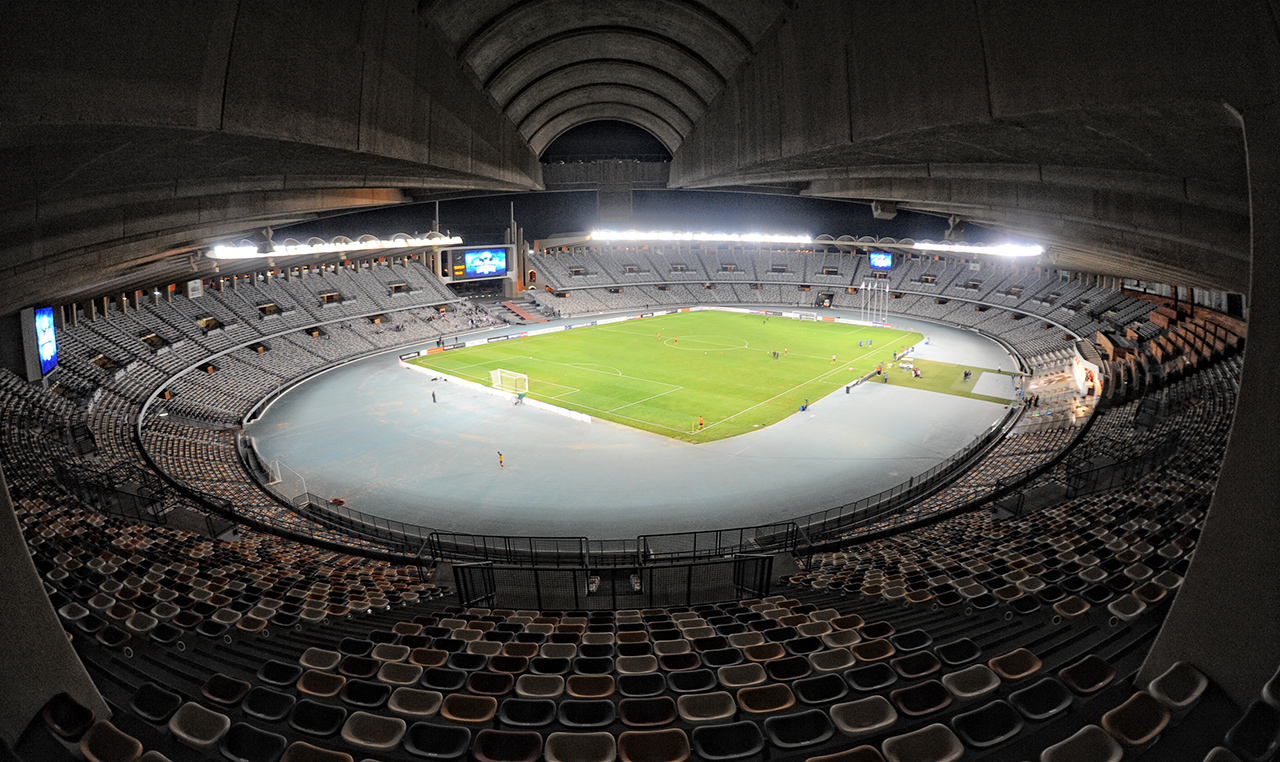
Abu Dhabi Zayed Sports City Stadion

Es existieren mit dem al-Nahyan-Stadion und dem al-Jazira-Mohammed-Bin-Zayed-Stadion Fußballstadien mit Kapazitäten von über 12.000 bzw. 42.000 Zuschauern. Letzteres ist eines der modernsten im arabischen Raum. Im ersten fanden Spiele der Junioren-Fußballweltmeisterschaft 2003, im zweiten der FIFA-Klub-Weltmeisterschaft 2009 statt.
Das Sheikh Zayed Cricket Stadium war einer der Austragungsorte der internationalen Turniere Asia Cup 2018 und T20 World Cup 2021.
Mit dem Abu Dhabi Ice Rink (auch Zayed Sports City Ice Rink) gibt es ein Eisstadion mit einer Kapazität von 1200 Zuschauern. Mehrere Eishockeymannschaften, die Abu Dhabi Scorpions und Abu Dhabi Storm nehmen seit 2009 an der Emirates Ice Hockey League teil.

### Inklusion

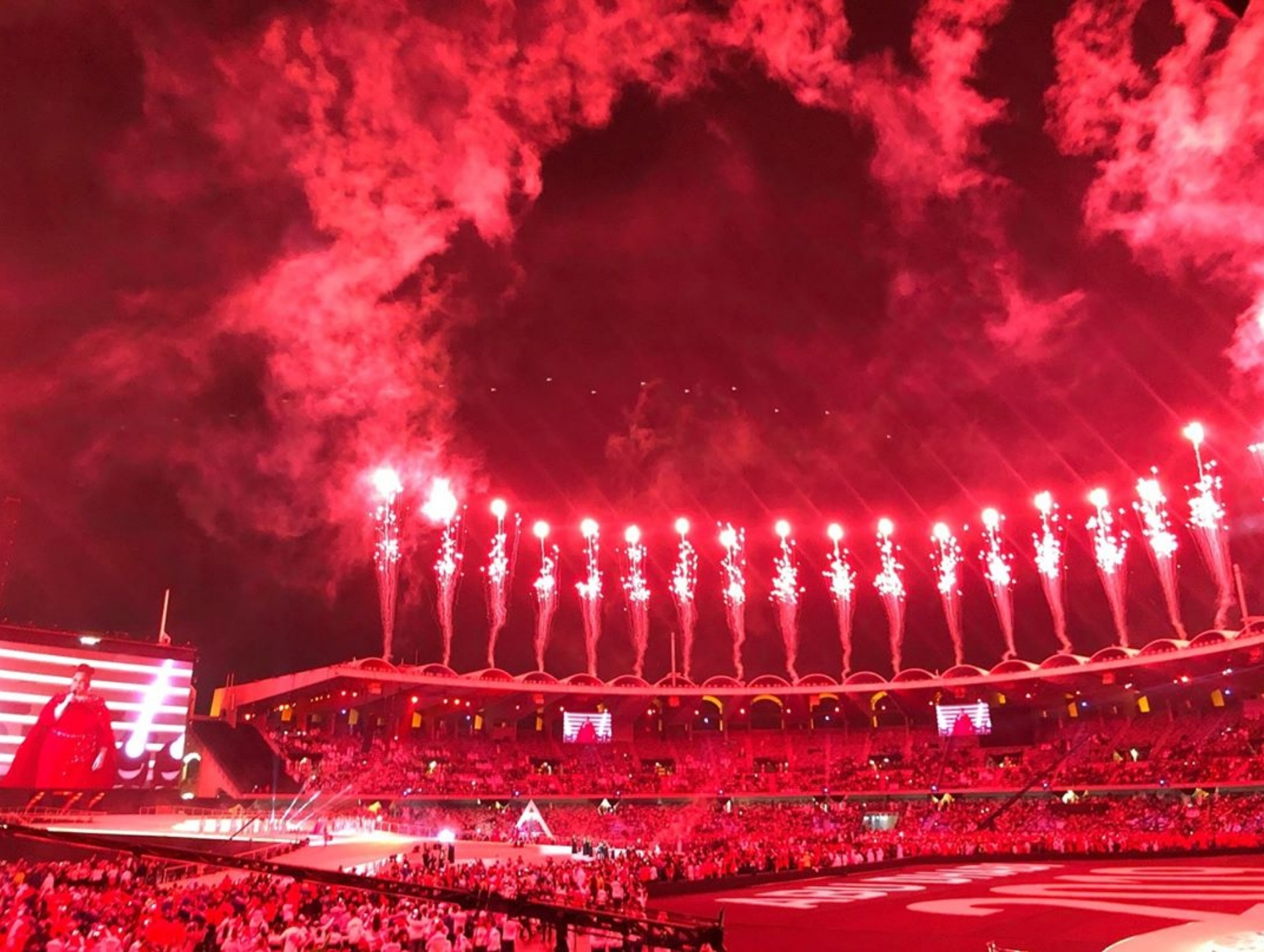
Eröffnungszeremonie der Special Olympics World Summer Games 2019

Die Special Olympics World Summer Games 2019 waren die 15. internationalen Sommerspiele der Special Olympics und fanden vom 14. März bis zum 21. März 2019 in Abu Dhabi statt. Es waren die ersten Special Olympics World Summer Games im arabischen Raum. Unter dem Motto Meet the Determined (deutsch „Triff die Entschlossenen“) trafen sich über 7500 Athleten aus 192 Nationen. Neben den eigentlichen Wettkämpfen wurde von den Vereinigten Arabischen Emiraten ein Host Town Program (deutsch Beherbergungsstadtprogramm) durchgeführt. Es war bis 2019 das größte kulturelle Austauschprogramm im Mittleren Osten und Nordafrika. Jeder Delegation wurde eine gastgebende Stadt in den sieben Emiraten zugeordnet, in der die an den Special Olympics Beteiligten die Sitten und Bräuche des Landes kennenlernen konnten. Gleichzeitig wurde durch ihren Besuch für die Bedürfnisse von Menschen mit einer geistigen Behinderung sensibilisiert.
Maskottchen der Spiele waren der quirlige Junge Faris und Rabdan, ein Pferd, das die arabische Kultur symbolisiert und häufig zur Therapie und Sozialisierung von Menschen eingesetzt wird.

## Städtepartnerschaften
Abu Dhabi unterhält mit Bethlehem (Palästinensische Autonomiegebiete) eine Partnerschaft.

## Söhne und Töchter der Stadt
- Mansour bin Zayed Al Nahyan (* 1970), Mitglied der Herrscherfamilie von Abu Dhabi
- Khalid Al-Qassimi (* 1972), Rallyefahrer
- Yousef Al Otaiba (* 1974), Diplomat
- Omar Al Shamisi (* 1973), Eishockeyspieler
- Khaled Al Qubaisi (* 1975), Autorennfahrer
- Ismail Matar (* 1983), Fußballspieler aus den Vereinigten Arabischen Emiraten
- Mohanad Salem (* 1985), Fußballspieler
- Robert Renwick (* 1988), britischer Schwimmer
- Ismail al-Hammadi (* 1988), Fußballspieler
- Amer Abdulrahman (* 1989), Fußballspieler
- Hamdan al-Kamali (* 1989), Fußballspieler
- Theyab Awana (1990–2011), Fußballspieler
- Abdulaziz Haikal (* 1990), Fußballspieler
- Ali Mabkhout (* 1990), Fußballspieler
- Luke Woodland (* 1994), philippinischer Fußballspieler
- Zahra Lari (* 1995), Eiskunstläuferin
- Khalifa al-Hammadi (* 1998), Fußballspieler